# Gõ kiến Okinawa
Gõ kiến Okinawa (ノグチゲラ Noguchigera), tên khoa học Sapheopipo noguchii, là một loài chim trong họ Picidae. Thuộc chi Sapheopipo.

## Số lượng
Số lượng ước tính từ 150 đến 584 cá thể, trong đó có từ 50 đế 249 cá thể trưởng thành sinh sản. Loài này bị nghi nghờ là đang suy giảm do các hoạt động chặt phá rừng già.

## Sinh sản
Làm tổ từ cuối tháng 2 đến tháng 5, thường ở những cây Castanopsis cuspidata rỗng ruột.

## Môi trường sống
Thường xuất hiện trong các rừng lá rộng thường xanh cận nhiệt đới, nơi có tuổi đời ít nhất 30 năm, với những cây cao hơn 20 mét phần lớn bị giới hạn ở các đồi.

## Hành vi và tập tính
Hoạt động kiếm ăn diễn ra trong rừng già. Có một sự khác biệt bất thường trong các hoạt động kiếm ăn của con đực và con cái. Mặc dù cả hai giới đều ăn thức ăn gia súc trên thân cây chết và sống, nhưng con đực cũng đã thích nghi để kiếm ăn trên mặt đất đối với động vật chân đốt sống trong đất, cũng như quả mọng, hạt, quả acorns và các loại hạt khác.

## Đe dọa
Lí do mà số lượng của chúng bị suy giảm chủ yếu là do tốc độ phát triển nhanh chóng của nạn phá rừng, xây dựng đập, làm đường, dịch bệnh, xây dựng sân gôn và sự gia tăng của loài ngoại lai như mèo hoang hoặc cầy mangút. Sáu bãi đáp trực thăng mới đã được xây dựng gần làng Takae trong Khu vực huấn luyện phía Bắc của Thủy quân lục chiến Hoa Kỳ, do đó ảnh hưởng đến các khu vực rừng còn lại. Phạm vi sinh sống ít ỏi và số lượng cá thể cũng ít không kém của chúng khiến chúng đẽ bị tuyệt chủng do dịch bệnh và thiên tai như bão. Loài này dễ bị các loài ngoại lai như mèo hoang hoặc cầy mangút săn do chúng thường kiếm ăn dưới mặt đất, trong 1 cuộc khảo sát năm 2006, người ta phát xác 1 cá thể trong dạ dầy của 1 cá thể mèo hoang.

## Bảo tồn
Các hoạt động bảo tồn được đề xuất:
Tiếp tục theo dõi dân số của nó. Chỉ định một khu bảo tồn đặc biệt để che phủ toàn bộ rừng trưởng thành (40 tuổi trở lên) trên sườn núi trung tâm phía bắc Okinawa và bảo vệ nghiêm ngặt khu rừng đã thoát khỏi nạn phá rừng. Nối các khu rừng manh mún ở phía bắc với hành lang rừng trồng và đảm bảo bảo vệ tất cả các khu rừng trên 25 năm tuổi và cấm khai thác gỗ. Cung cấp hộp làm tổ trong rừng thứ sinh non. Giáo dục người dân bảo vệ môi trường.
Các hoạt động bảo tồn đang được tiến hành:
Nó đang đựoc bảo vệ hợp pháp ở ở Nhật Bản. Nơi chúng sinh sống ở Khu bảo vệ tỉnh Yonaha-dake và các khu bảo tồn nhỏ trên núi Ibu và núi Nishime đã được các tổ chức bảo tồn đã mua. Vào đầu năm 2012, Bộ Môi trường đang chuẩn bị cho việc chỉ định khu vực Yambaru là công viên quốc gia, mặc dù một số khu rừng trong khu vực Yambaru đã được chính quyền địa phương bảo vệ từ năm 2007.

## Tham khảm
- BirdLife Species Factsheet
- Image and Classification at Animal Diversity Web
- Bản mẫu:Field guide birds of the world